# Perry Benson
Perry Benson (Londres 9 de abril de 1961) é um ator britânico, mais conhecido por seu papel regular nos sitcoms britânicos You Rang, M'Lord? (de 1988 - 1993), Oh, Doctor Beeching! (de 1995 - 1997) e Operation Good Guys (de 1997 - 2000). É famoso também por seu papel no filme This Is England, de Shane Meadows.

## Carreira cinematográfica
Perry Benson apareceu também nos filmes britânicos Quadrophenia (1979) e Scum (de 1979), Love, Honour and Obey (de 2000), Alien Autopsy (2006) e This Is England (de 2006), Somers Town (2008) e Mum & Dad (de 2008).
Em 2008, ele apareceu em um episódio de My Family, interpretando Gary, um assaltante de banco. Ele apareceu também, ao lado do ator Jimmy Nail, em Parents of the Band, um seriado da BBC escrito por Dick Clement e Ian La Frenais. Benson aparece também no filme Dead Cert (de Steven Lawson), um filme britânico que conta a história de vampiros.

## Papéis na Televisão
| Ano         | Título                                   | Papel                        |
| ----------- | ---------------------------------------- | ---------------------------- |
| 1988 a 1993 | You Rang, M'Lord?                        | Henry                        |
| 1996 a 1997 | Oh Doctor Beeching                       | Ralph                        |
| 1997 a 2000 | Operation Good Guys                      | Bones                        |
| 1999        | 15 Storeys High                          | O homem com um cavalo        |
| 2000        | 15 Storeys High                          | Homem obcecado por Ping Pong |
| 2009        | Misfits                                  | Beverly Morgan               |
| 2010        | Doctor Who - episódio: The Eleventh Hour | Sorveteiro                   |
| 2010        | This Is England '86                      | Meggy                        |
| 2010        | Excluded (Um drama da BBC)               | Steve Heston                 |

## Filmografia selecionada
- The Class of Miss MacMichael (1978)
- Quadrophenia (1979)
- Scum (1979)
- Love, Honour and Obey (2000)
- Alien Autopsy (2006)
- This Is England (2006)
- Somerstown (2008)
- Mum & Dad (2008)